# Jonzier-Épagny
Jonzier-Épagny là một xã trong tỉnh Haute-Savoie thuộc vùng Auvergne-Rhône-Alpes đông nam Pháp.